# جلان آدم
جلان آدم (بالإنجليزية: Glen Adam) (22 مايو 1959 بنيوزيلندا - ) هو لاعب كرة قدم نيوزلندي في مركز الدفاع، شارك في كأس العالم 1982. وشارك مع منتخب نيوزيلندا لكرة القدم. أما مع النوادي، فقد لعب مع نادي يونيفرستي ماونت ولينغتون وBay Olympic ‏ وكرايستشرش يونايتد.

## وصلات خارجية
- جلان آدم على موقع الاتحاد الدولي (مؤرشف)  (الإنجليزية)
- جلان آدم على موقع قاعدة بيانات كرة القدم.إي يو (الإنجليزية)
- جلان آدم على موقع ناشيونال فوتبول تيمز (الإنجليزية)
- جلان آدم على موقع عالم كرة القدم.نت (الإنجليزية)